# 경북휴먼테크고등학교
경북휴먼테크고등학교(慶北휴먼테크高等學校)는 대한민국 경상북도 영천시 금호읍 교대리에 있는 사립 고등학교이다.

## 학교 연혁
- 1951년 10월 4일 : 금호학원 설립인가
- 1964년 12월 1일 : 재단법인 금호학원을 학교법인으로 조직 변경
- 1971년 9월 1일 : 운영권 협성교육재단으로 이관
- 1975년 11월 14일 : 금호고등학교 설립 인가
- 1976년 3월 5일 : 금호고등학교 개교 및 입학식
- 1986년 10월 1일 : 본관 32개 교실 준공
- 1989년 12월 1일 : 별관 특별교실 준공
- 1996년 3월 1일 : 금호공업고등학교로 교명 변경(자동차과 2학급, 전기과 1학급)
- 2003년 12월 1일 : 우봉유도관 준공
- 2018년 3월 1일 : 학과 개편(전자기계과→기계과, 기계자동차과→자동차산업과)
- 2018년 10월 15일 : 개방형 다목적체육관 준공
- 2021년 1월 4일 : 학교 공간 조성 사업(교과교실제) 대상교 선정
- 2021년 3월 1일 : 자유학교 재지정(취업역량강화)
- 2021년 3월 11일 : 특성화고 혁신지원사업교 선정
- 2022년 3월 1일 : 학과개편(소방안전과, 스마트팩토리과, 스마트모빌리티과)
- 2022년 3월 1일 : 제24대 김영한 교장 취임
- 2022년 12월 30일 : 제45회 졸업(졸업생 5,592명)
- 2023년 3월 2일 : 입학생 66명

## 설치 학과
- 기계과
- 자동차산업과
- 소방안전과
- 스마트모빌리티과
- 스마트팩토리과

## 참고 자료
- 경북휴먼테크고등학교 - 한국교육학술정보원 학교알리미